# Convento de Santa Clara (Peñafiel)
El convento de Santa Clara, también llamado convento de Las Claras, es un antiguo monasterio de Clarisas construido en el siglo XVII dentro del estilo barroco y emplazado en la localidad vallisoletana de Peñafiel, en Castilla y León (España). 
El monasterio estuvo activo hasta el año 2001, en el que las religiosas vendieron las dependencias conventuales a un particular, acogiendo en la actualidad un negocio de hostelería, mientras que la iglesia continúa consagrada al culto.

## Historia
El convento fue fundado por doña Isabel de la Cueva y Castilla (m. 1619), hermana de Beltrán III de la Cueva y Castilla, VI duque de Alburquerque, ambos hijos de Diego de la Cueva y Toledo, mayordomo de Carlos I de España, y nietos de Francisco  Fernández de la Cueva y Mendoza, II duque de Alburquerque, siendo viuda de Pedro Téllez-Girón y de la Cueva, I duque de Osuna y I marqués de Peñafiel. Para ello su hijo, el sucesor en la Casa de Osuna, la cedió una casa extramuros de la villa, otorgando la escritura de fundación en la villa segoviana de Cuéllar el 7 de octubre de 1606.
En la escritura de fundación, Isabel manifiesta que lo hace por el amor y afición que tiene por la villa, que debía ser de monjas religiosas de velo y regladas por la Clarisas. Además, le atribuye el nombre o advocación de Monasterio de la Encarnación del Hijo de Dios, e incluye como hermanas fundadoras a varias religiosas del monasterio de Santa Clara de Villafrechós (Valladolid), patronato de la casa, entre las que destacan Beatriz Girón, hija de su marido, y Leonor Girón, hija del duque don Juan, su hijo.
La iglesia fue edificada en 1698. En 1982 se incoó procedimiento para declarar Monumento Nacional a la iglesia conventual y el llamado Arco de la Tapia. Su estatus actual es de Bien de Interés Cultural (BIC).
La vida conventual se prolongó hasta 2001. Dos años después, las Clarisas vendieron las dependencias conventuales -no la iglesia, que siguió destinada al culto por algo más de 2 millones de euros a unos promotores empresariales locales que, tras someterlas a una profunda obra de rehabilitación y acondicionamiento, las convirtieron en una moderna instalación hotelera. Este hotel-spa fue inaugurado en 2006.

## Descripción
Del conjunto conventual, la iglesia es la parte más relevante y que en mejores condiciones ha llegado hasta nuestros días. Siguiendo el modelo de las llamadas iglesias centralizadas, se trata de un edificio de planta octogonal cubierta por una cúpula elíptica, creando un eje de simetría longitudinal entre la capilla mayor y el coro. Un arco triunfal de medio punto da paso a un pequeño presbiterio, formado por una planta rectangular cubierta con bóveda de cañón con lunetos. A los pies de la iglesia, ya en la zona de clausura, se encuentra el coro, separado de aquella por una rejería. En los muros son notables las pilastras que cubren los ángulos del octógono, las cuales terminan en sendos capiteles con hojas de acanto que sirven de apoyo a la cornisa de la que arrancan los cascos de la cúpula elíptica. Ésta está decorada con vistosas yeserías y pequeñas pinturas rectangulares con retratos de santos, realizadas en la segunda mitad del siglo XVII.

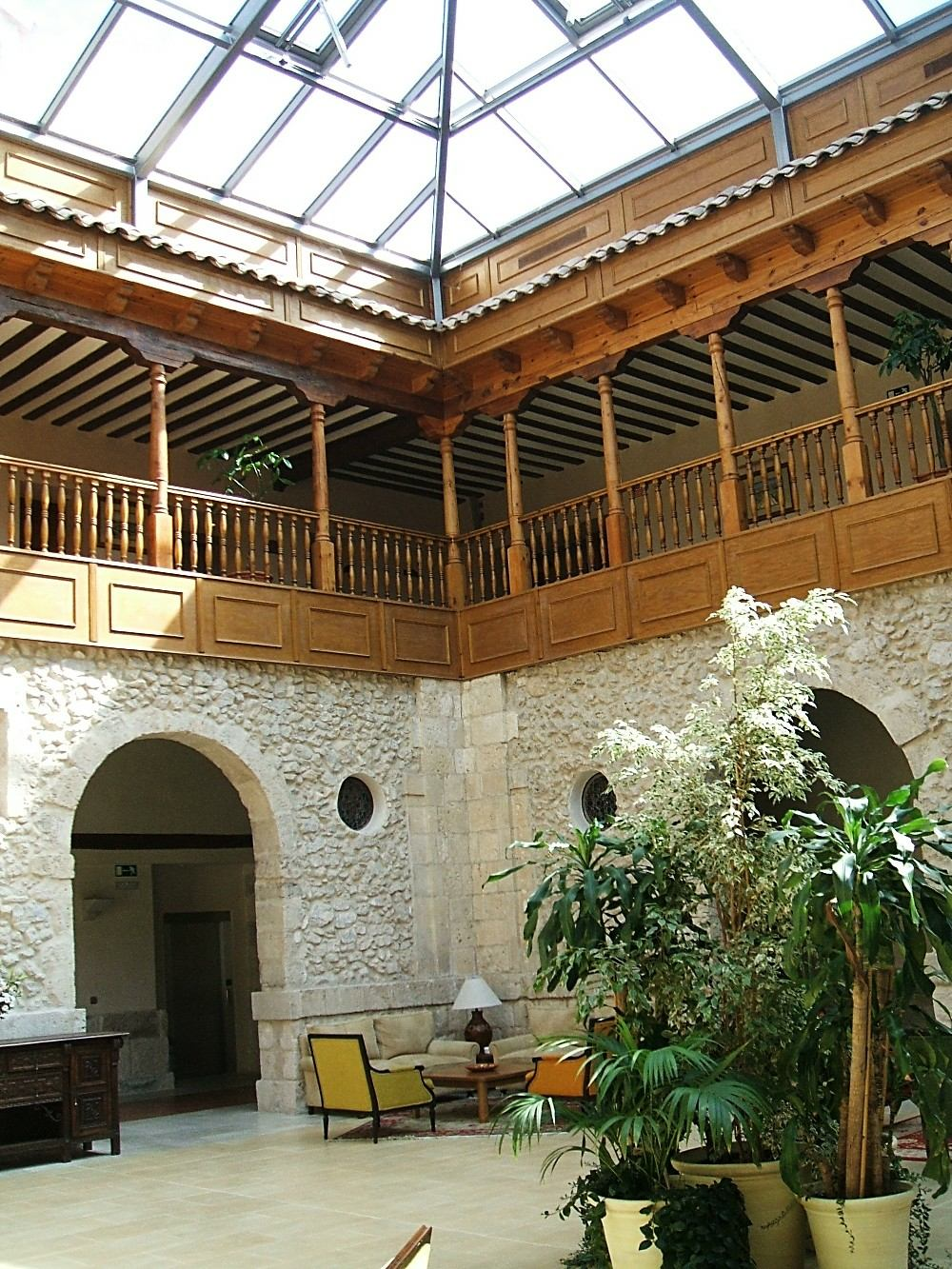
Antiguo claustro del convento

Por lo que se refiere al mobiliario, el retablo mayor es una obra barroca de Alonso del Manzano, quien lo finalizó en 1703. Está presidido por un Cristo crucificado del siglo XVI, al que flanquean, separadas por columnas salomónicas envueltas en parras, tallas de San Francisco y San Bernadino de Siena, atribuidas al escultor Juan de Ávila. En el ático semicircular, una Anunciación del mismo estilo.
Cuatro retablos barrocos de más reducidas dimensiones, de estilo y época aproximados al retablo mayor, decoran las paredes perimetrales. Los del lado del Evangelio se dedican a San Antonio y a Santa Clara; los del lado de la Epístola, a la Virgen de Fátima y a Santa Lucía. Entre estos dos últimos existía hace años un tercer retablo con una escultura de la Inmaculada. Esta obra, atribuida a Gregorio Fernández, se conserva hoy en el coro alto.
Del exterior de la iglesia, bastante sobrio, merece descripción la sencilla portada, formada con arco de medio punto, enmarcada por dos pilastras y rematada en un frontón con hornacina central, aletones y remates embolados. En la parte superior, en el lienzo de pared, los escudos de los patronos del convento.
El antiguo claustro y las dependencias anexas con las celdas de las monjas constituyen hoy en día la parte central del citado hotel. Este espacio cuadrado y carente de decoración arquitectónica consta de sencillas arquerías pétreas de medio punto en el piso inferior y una galería con cubierta arquitrabada, columnario y balaustrada, hecho todo en madera, en el piso superior. Debido a su actual uso, el claustro está cubierto por una techumbre acristalada de forma piramidal.

## Galería de imágenes

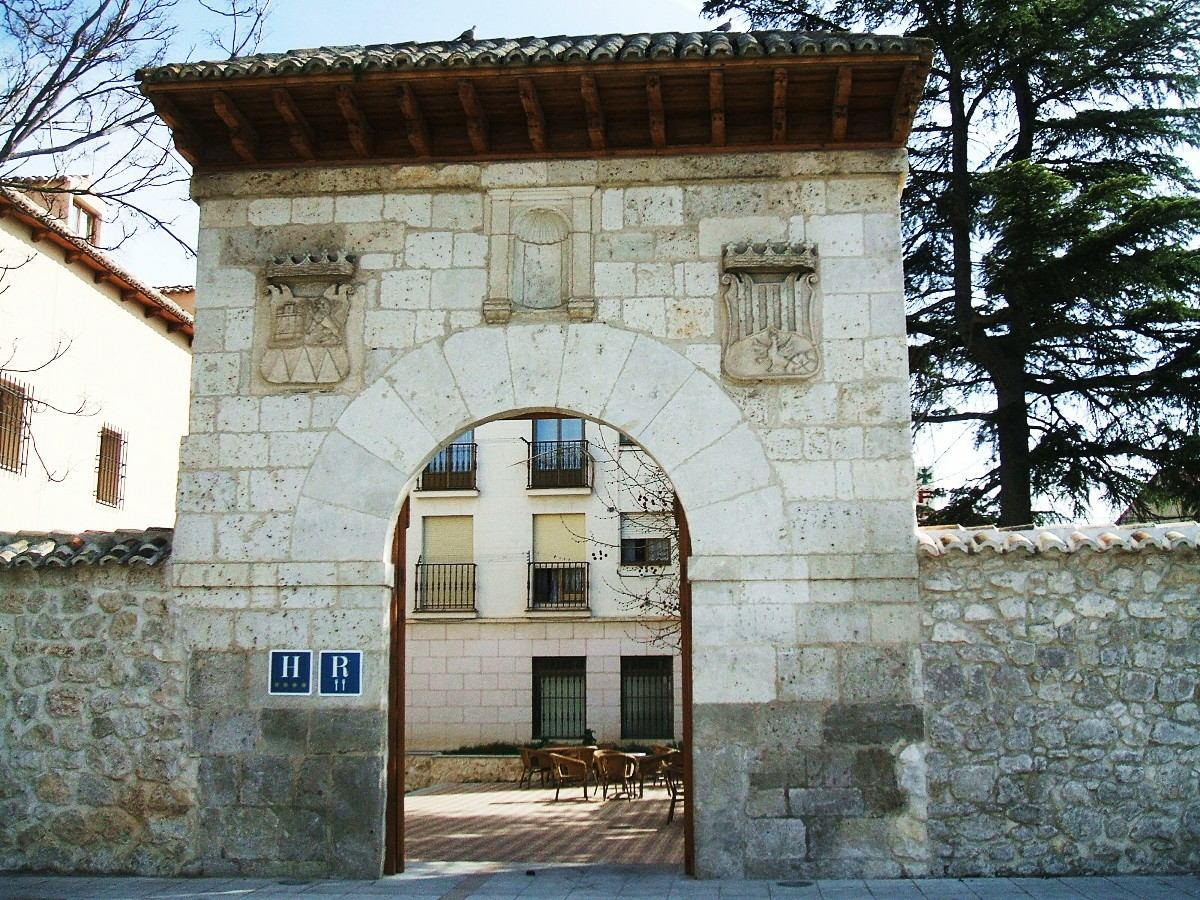
Puerta de acceso al Convento
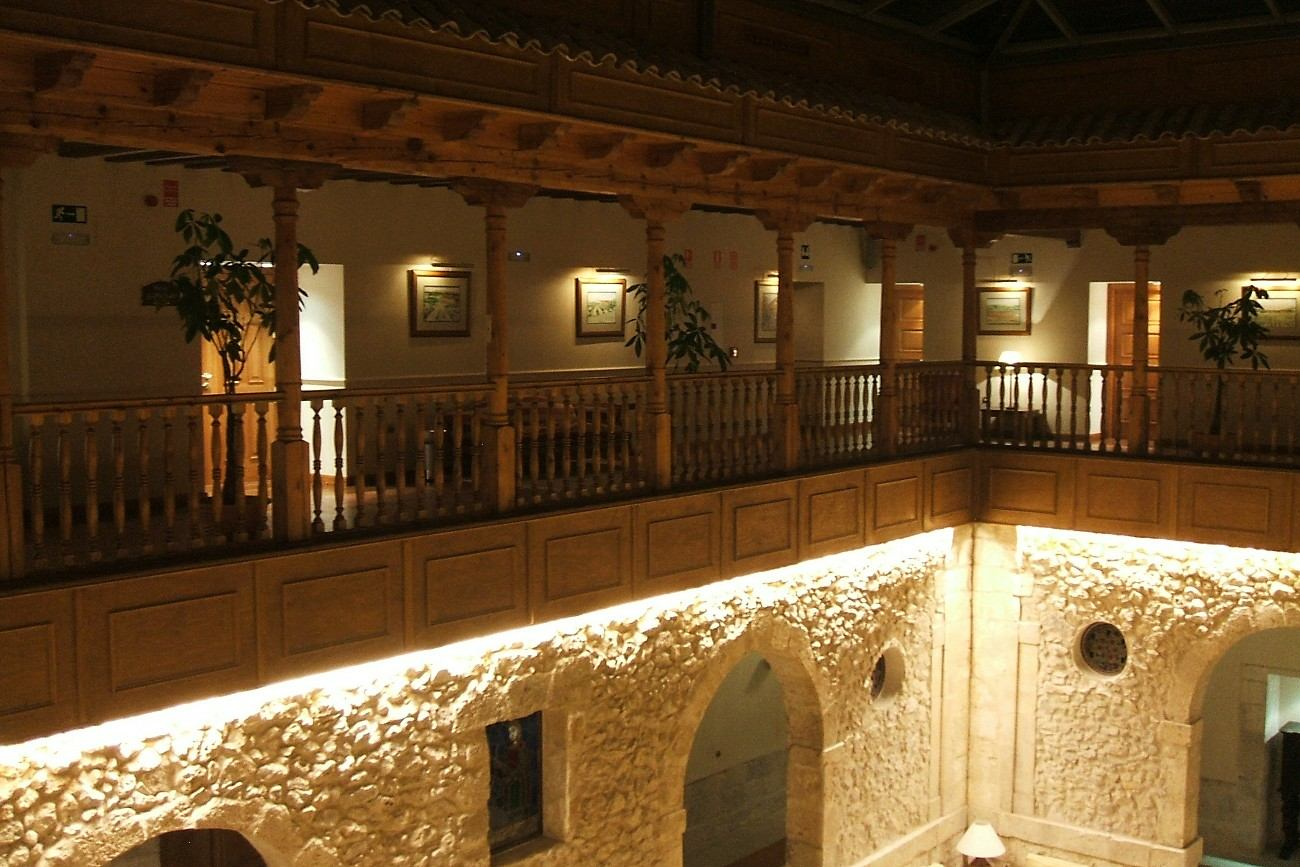
El claustro, iluminado
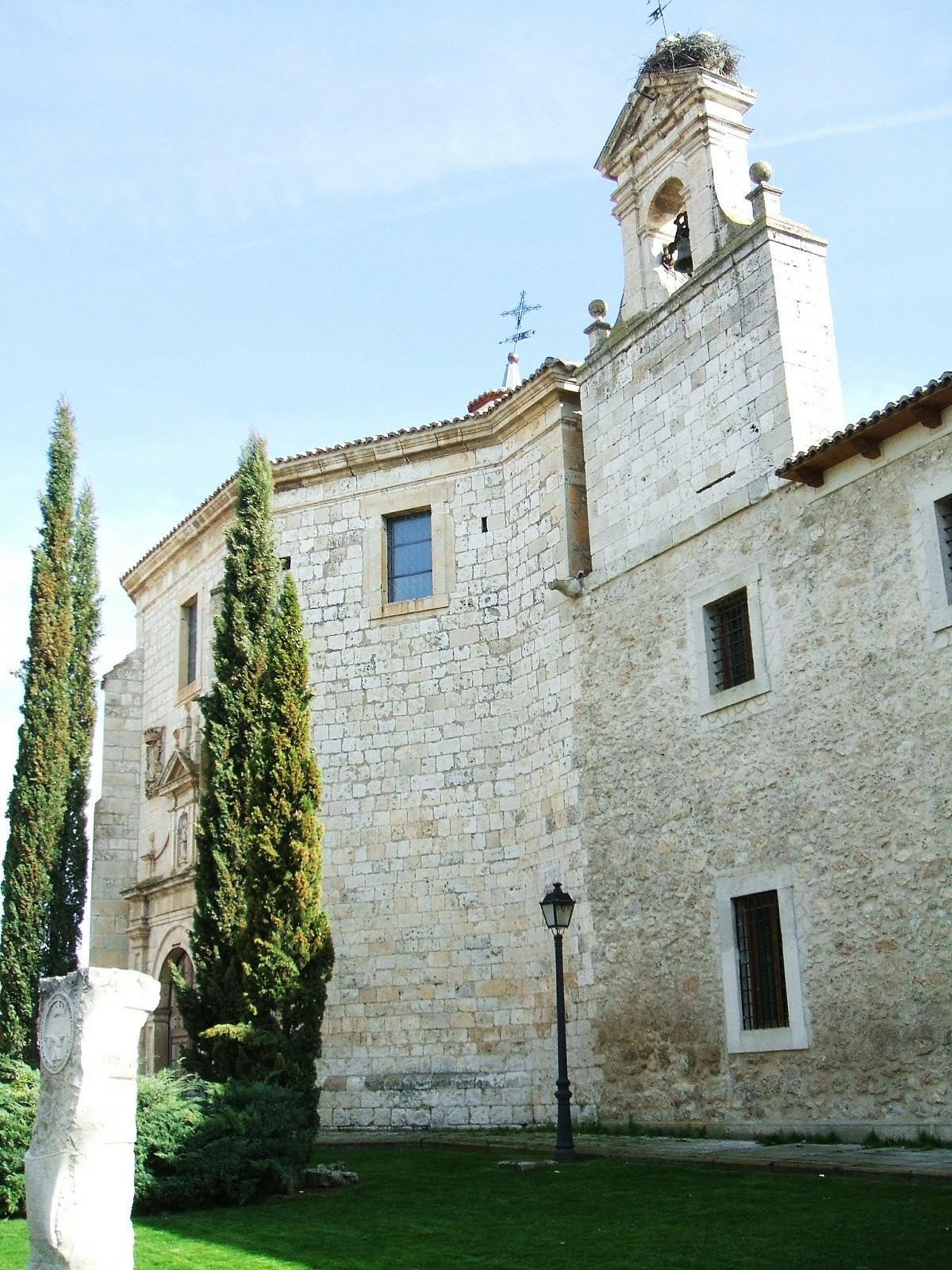
Fachada de iglesia
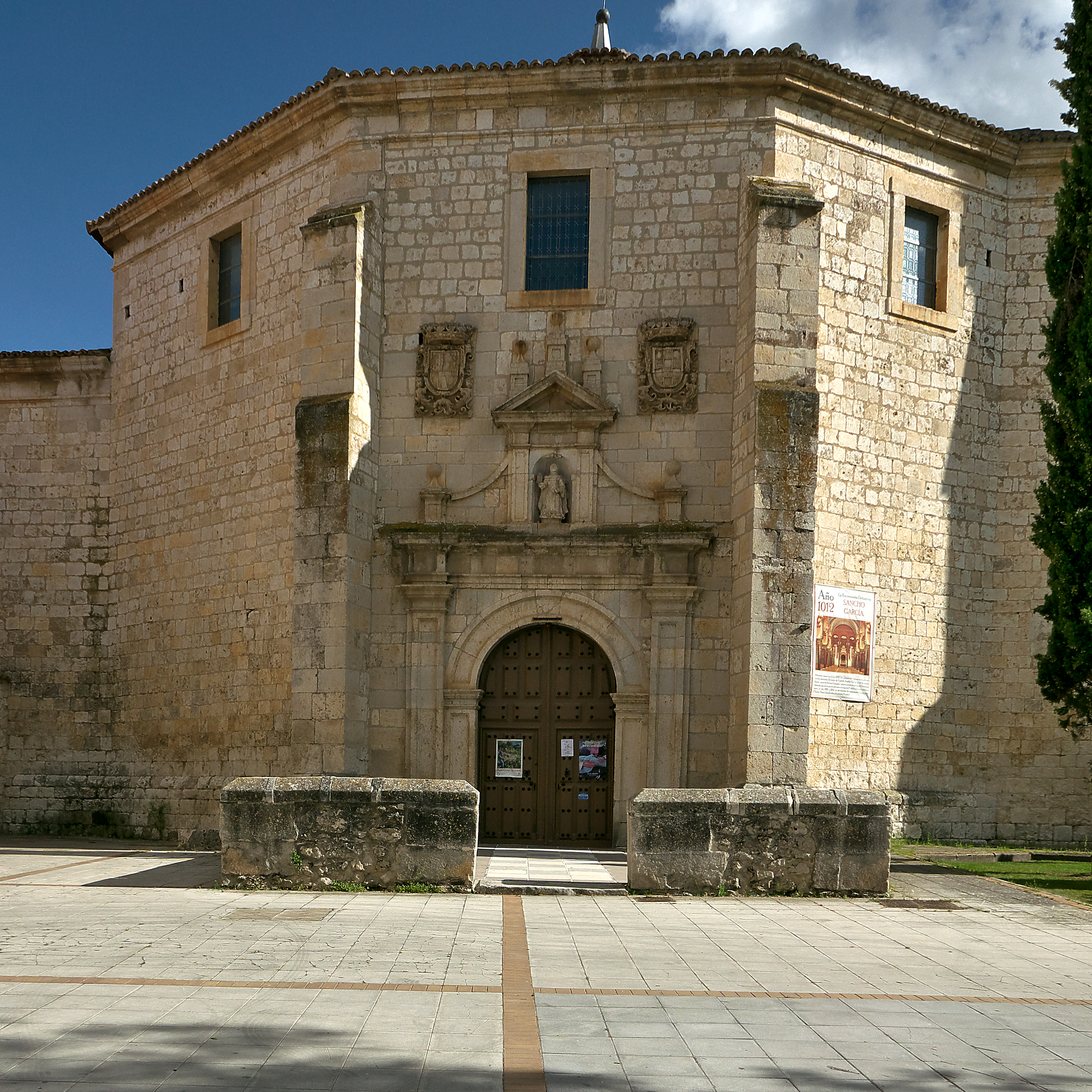
Portada de la iglesia